# Acrotomodes sporadata
Acrotomodes sporadata är en fjärilsart som beskrevs av W. Warren 1905. Acrotomodes sporadata ingår i släktet Acrotomodes och familjen mätare. Inga underarter finns listade i Catalogue of Life.